# La Farga de Reiners
La Farga de Reiners o La Farga de l'Azemar (o Asemar) (o simplement i localment La Farga) és un veïnat del terme comunal de Reiners, a la comarca del Vallespir (Catalunya del Nord).
Està situat a l'extrem de ponent del terme de Reiners, a la dreta del Tec.

## Etimologia
El nom del veïnat procedeix de la farga que treballava amb els minerals procedents de les mines vallespirenques dels vessants del Canigó, a ran del Tec. La Farga de l'Azemar ve del fet que se situava al Pla de l'Azemar (Azemar nom de família del propietari de les terres i del mas de l'Azemar a l'Edat Mitjana).